# Distrito de la Comarca de Chemnitz
El Distrito de la Comarca de Chemnitz (en alemán: Landkreis Chemnitzer Land) fue, entre 1994 y 2008 un Landkreis (distrito) ubicado al oeste del estado federal de Sajonia (Alemania). La densidad de población en este distrito alcanzaba a 400 Habitantes por km², una de las más altas de toda Alemania, comparable a la de algunas ciudades. La capital del distrito era la ciudad de Glauchau.

## Geografía
El territorio se sitúa en una parte de los Montes Metálicos. El distrito limitaba al norte con el distrito de la Comarca de Altemburgo, perteneciente al land de Turingia, al noroeste con el distrito de Mittweida, al este con la ciudad independiente (kreisfreie Stadt) de Chemnitz, al sudoeste con el distrito de Stollberg y al sudeste con el distrito de la Comarca de Zwickau y la ciudad independiente de Zwickau.

## Historia
El distrito se estableció en el año 1994 mediante la fusión de los distritos extintos hoy en día de Glauchau y Hohenstein-Ernstthal. La nueva entidad territorial sólo subsistió catorce años, pues el 1 de agosto de 2008, en el marco de una nueva reforma de los distritos de Sajonia, desapareció para integrarse en el nuevo distrito de Zwickau.

## Educación
En el territorio del Landkreis tiene diferentes centros de educación y academias de estudios (BA-Glauchau) así como centros de enseñanzzas y de negocios. La mayoría de ellos se encuentran en las ciudades independientes de Chemnitz y Zwickau.

## Composición del distrito
(Recuento de habitantes a 30 de septiembre de 2005)
| Ciudades 1. Glauchau, Große Kreisstadt (26.140) 2. Hohenstein-Ernstthal, Große Kreisstadt (16.541) 3. Lichtenstein/Sa. (13.545) 4. Limbach-Oberfrohna, Große Kreisstadt (26.929) 5. Meerane (17.339) 6. Oberlungwitz (6.682) 7. Waldenburg (4.624) | Municipios 1. Bernsdorf (2.556) 2. Callenberg [Sitz: Falken] (5.687) 3. Gersdorf (4.535) 4. Niederfrohna (2.545) 5. Oberwiera (1.251) 6. Remse (1.984) 7. Schönberg (999) 8. St. Egidien (3.670) |